# Донской (Оренбургская область)
Донской — поселок в Асекеевском районе Оренбургской области. Входит в состав Троицкого сельсовета.

## География
Находится на расстоянии примерно в 24 километра на юг от районного центра Асекеево у юго-восточной окраины села Троицкое (отделено от него рекой Барская).

## Население
Население составляло 46 человека в 2002 году (74 % русские), 35 по переписи 2010 года.